# مشروع عملاق

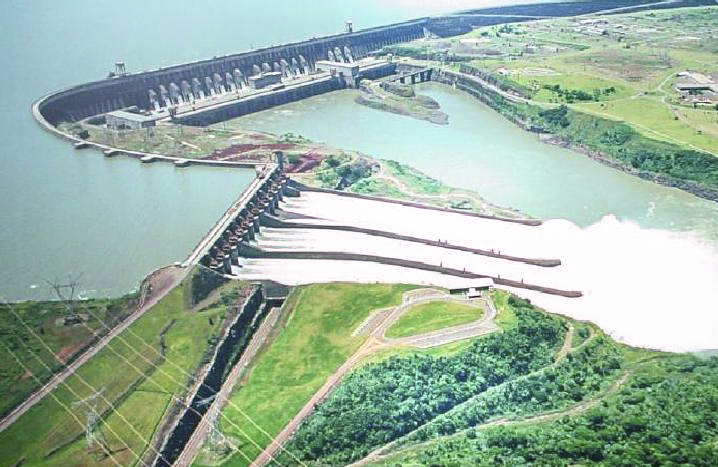
سد إيتايبو مثال على المشاريع العملاقة من القرن العشرين

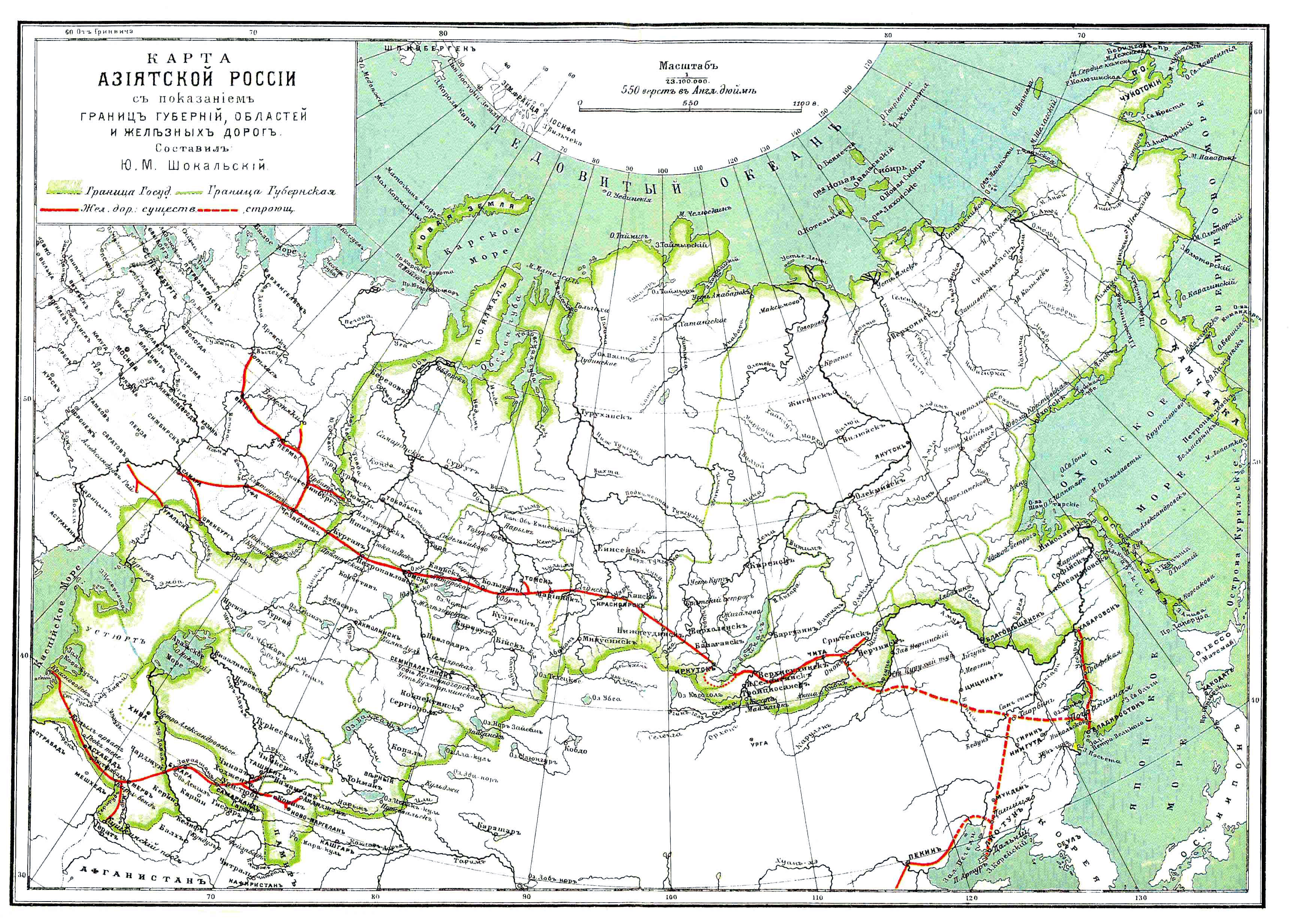
السكك الحديدية العابرة لسيبيريا والسكك الحديدية الأخرى في الجزء الآسيوي من الإمبراطورية الروسية في عام 1900 - مشروع ضخم مهم من القرن التاسع عشر

المشروع العملاق هو مشروع استثماري على نطاق كبير جداً. ويمكن تعريف المشروع بأنه عملاق إذا كانت تكلفته تزيد عن بليون دولار أمريكي، ويجذب الكثير من اهتمام الرأي العام بسبب تأثيره الكبير على جماعة مشتركة أو بيئة طبيعية أو ميزانية دولة. يمكن تعريف المشروع العملاق بأنه مبادرة تنفّذ على أرض الواقع، مكلف جداً، وعام. نظراً لطبيعتها، تنجز المشاريع العملاقة بعناية فائقة للحد من أي آثار قد تنجم عن الانحياز للتفاؤل وأخطاء التخطيط والتي من شأنها التأثير سلباً على مسار المشروع و\أو ميزانيته. تبنى العديد من المشاريع العملاقة النموذجية بناءً على المنفعة الجماعية التي تحققها. على سبيل المثال، مشاريع إيصال خدمات الكهرباء، مشاريع الطرق، وغيرها. تعرضت المشاريع العملاقة لانتقادات واسعة نظراً لاتباع أسلوب تخطيط (من الأعلى إلى الأسفل) لإنجازها، وبسبب آثارها السلبية على بعض المجتمعات. بدءاً بدءاً من ستينيات القرن العشرين، ظهرت حركات جماهيرية ضد بناء الطرق السريعة داخل المدن في أمريكا الشمالية (كمدينة نيويورك، تورونتو، سياتل، سان فرانسيسكو)، وضد محطات الطاقة النووية في الولايات المتحدة وألمانيا، وضد اقتراح إنشاء مطارات جديدة، كما حصل في مكسيكو سيتي عام 2001.
في الآونة الأخيرة، تم تحديد أنواع جديدة من المشاريع الضخمة التي لم تعد تتبع النماذج القديمة من حيث التفرد والتجانس من حيث الأهداف. لكنها أصبحت اليوم متنوعة كمشاريع تطوير الواجهات البحرية التي يبدو أنها تقدم شيئاً للجميع.
تشمل المشاريع العملاقة الجسور والأنفاق والطرق المزدوجة والسكك الحديدية والمطارات والموانئ ومحطات توليد الطاقة الكهربائية والسدود ومشاريع تصريف المياه، إضافة لذلك يمكن إضافة مشاريع المناطق الاقتصادية الخاصة وآبار البترول والمصافي والغاز الطبيعي ومشاريع الموارد الطبيعية والأبنية العملاقة ومشاريع تقنية المعلومات الكبرى ومشاريع الفضاء والتسليح وإنتاج الأسلحة. 
في الآونة الأخيرة، أصبحت مشاريع المياه الكبرى اولمرافق الكهرومائية ومحطات الطاقة النووية ومشاريع النقل العامة الكبيرة هي المشاريع العملاقة الأكثر شيوعاً.
أصبح الاستثمار في المشروعات العملاقة لتحفيز الاقتصاد العام مقياساً شائعاً منذ الأزمة الاقتصادية في عقد الثلاثينيات. ومن الأمثلة الحديثة على ذلك «برنامج التحفيز الاقتصادي الصيني» (2008-2009)، و«خطة التحفيز في الاتحاد الأوروبي (2008)»، و «قانون إعادة الاستثمار والإنعاش الاقتصادي الأمريكي لسنة 2009».

## أمثلة
كل ما نراه حولانا من جسور، أنفاق، أقنية، وسدود هي مشاريع هامة وضخمة ومفيدة في الحياة. ويطلق عليها اسم المشاريع العامة الكبرى. يتم تنفيذ هذه المشاريع لخدمة اقتصاد منطقة معينة أو دولة أو عدة دول، وعلى سبيل المثال لا الحصر: إنشاء الأقنية الكبرى كقناة السويس وقناة بناما أو قناة كورنت والتي سهلت واختصرت العديد من الطرق البحرية وسمحت للتجارة العالمية وحركة المبادلات بين مختلف بلدان العالم بالتحرك بسلاسة. للقيام بالمشاريع الكبرى لبد من مبالغ مالية ضخمة، بالإضافة إلى أنها تؤمن العمل لمئات أو آلاف العمال لعدة سنوات. وهذه المنجزات العظيمة يمكن أن تترك بصماتها على الطبيعة أو أن تغير حياة منطقة، فالسدود مثلا تكون بحيرات اصطناعية، والطرق تقصر المسافات وتسهل عملية التنقل. وهذه بعض المشاريع الكبرى:

### الأقنية
لقد شقت القنوات الكبرى في العالم بهدف اختصار المسالك البحرية، فالقناة بالنسبة للبواخر والسفن هي عبارة عن طريق قصير بين المحيطات والبحار.
- قناة السويس: وهي من بين أشهر الأقنية في العالمى التي تصل البحر الأبيض المتوسط بالبحر الأحمر، ويبلغ طول قناة السويس المتواجدة على الأرض المصرية 163 كلم.
- قناة بنما: توفر على البواخر التي تعبر المحيط الهادي إلى المحيط الأطلسي والعكس صحيح، مشقة الدوران حول أمريكا الجنوبية. لقد بوشر بشق قناة بناما على يد الفرنسيين سنة 1881 وتوقف العمل بها سنة 1888م، وفي 1904 م اشترت أمريكا حقوق قناة بنما من الفرنسيين، حيث كان الفرنسيون هم من كلفوا أولا بشق هذه القناة، إلا أن المشروع الفرنسي تعطل لأسباب عديدة منها طريقة تصميم المشروع، فقام الأمريكيون بالمشروع في تصميم آخر معتمدين فيه على مبدأ بناية السدود على نهر تشاجرز Chagers.

### السدود
تصنف السدود من المشاريع الكبرى وتهدف إلى إيجاد بحيرات اصطناعية عن طريق حصر مياه أنهار والحفاظ على هذا المخزون المائي من أجل الاستعمال القريب أو البعيد إما في توليد الطاقة الكهربائية أو ري الأراضي الزراعية. وتنقسم إلى قسمين رئيسيين:
- السدود الترابية
- سدود الاسمنت المسلح

ويستلزم إنشاء السدود دراسة معمقة وأبحاث ميدانية في كل من:
- دراسات جيولوجية
- دراسات هيدرولوجية المنطقة
- دراسات طبوغرافية
- دراسات جيوتكتونية